# 제후 무궤
제후 무궤(齊侯 無詭, ? ~ 기원전 642년, 재위: 기원전 643년 ~ 기원전 642년)는 춘추시대 제나라의 제17대 후작으로 이름은 《사기》〈제태공 세가〉에서는 무궤, 《춘추좌씨전》에서는 무휴(無虧)라 한다.

## 사적
제 환공의 총신 역아가 무궤의 어머니 장위희의 환심을 샀으며, 수조도 끌어들였으므로, 제 환공의 후계로서 역아와 수조의 지지를 받았다. 제 환공은 결국 후의 제 효공이 되는 공자 소를 후계로 지목했으나, 제 환공 43년(기원전 643년) 10월에 제 환공이 죽은 후 무궤가 역아와 수조의 추대를 받아 임금이 되었으며 이에 반대하는 신하들을 몰수히 죽였다. 공자 소는 송나라로 달아났다. 그러나 공자 원, 공자 반, 공자 상인, 공자 옹의 무리와 서로 겨뤘고, 그 과정에서 아버지의 시체는 장례를 지내지 못한 채 방치되어 썩었다. 공자들은 일단 무궤를 세우고 뒤늦게 장례를 지냈다.
제 효공 원년(기원전 642년) 3월, 송 양공이 제후들과 함께 공자 소를 지원하여 제나라로 쳐들어오자, 제나라 국인들은 두려워하여 장차 소를 세우고자 무궤를 죽였다.

## 가정
- 제 환공 (아버지)
- 장위희 (친어머니, 위 의공의 누이)
  - 제후 무궤
- 소위희 (서모)
  - 제 혜공 (아우)
- 정희 (서모)
  - 제 효공 (아우)
- 갈영 (서모)
  - 제 소공 (아우)
- 밀희 (서모)
  - 제 의공 (아우)
- 송화자 (서모)
  - 공자 옹 (아우)